# Gudarlahalli, Chintamani
Gudarlahalli là một làng thuộc tehsil Chintamani, huyện Kolar, bang Karnataka, Ấn Độ.